# Gobernación de Nueva Toledo
La gobernación de Nueva Toledo fue una de las cuatro divisiones administrativas creadas en América del Sur por el emperador Carlos I de España en 1534, en reemplazo de las gobernaciones creadas en 1529 para Francisco Pizarro y Simón de Alcazaba y Sotomayor. La gobernación de Nueva Toledo fue creada para Diego de Almagro, quien no había resultado favorecido en el anterior reparto.
La real cédula, firmada el 21 de mayo de 1534, otorgaba a Diego de Almagro una franja de 200 leguas en dirección norte-sur que comenzaban aproximadamente en el paralelo 14° S, cerca de Pisco, que correspondía al límite sur de la gobernación de Nueva Castilla otorgada a Pizarro, la cual comenzaba en la boca del río Santiago y se extendía por 270 leguas hacia el sur por el meridiano de ese lugar hasta Ica.
La gobernación tenía como límite oriental a la línea del Tratado de Tordesillas, la cual para los españoles se hallaba a los 46º 37’ O, por lo que se le otorgaba un pequeño trecho de costa en el océano Atlántico. Confinaba por el sur con la gobernación de Nueva Andalucía, otorgada a Pedro de Mendoza, un poco al sur de Taltal a los 25° 31' 26" S. Al occidente se hallaba el océano Pacífico.
Al momento de enterarse de la creación de la gobernación, Diego de Almagro se dirigía al Cuzco a tomar posesión del cargo de teniente de gobernador de esa ciudad, para el que había sido nombrado. 
En 1535 Almagro realizó una expedición hacia el sur (al actual Chile), recorriendo durante dos años su gobernación en busca de riquezas, las cuales no halló, encontrando estériles desiertos y la hostilidad de sus habitantes. Por esta razón, Almagro y su ejército regresaron al Cuzco en 1537, ocupando esa ciudad, por considerar que pertenecía a su gobernación, y triunfando en la batalla de Abancay, ocurrida el 12 de junio de 1537, haciendo prisioneros a Hernando y Gonzalo Pizarro.
Ambos bandos volvieron a enfrentarse en la batalla de las Salinas (1538), cerca de Cuzco. Los almagristas fueron derrotados y Diego de Almagro fue procesado, condenado a muerte y ejecutado por Hernando Pizarro, en la Plaza Mayor de Cuzco (8 de julio de 1538).
Tras la muerte de Almagro, Pizarro autorizó a Pedro de Valdivia, al que nombró teniente gobernador, para conquistar y poblar Chile. 
Sin embargo, los partidarios de Almagro se agruparon en torno a su hijo Almagro el Mozo, y bajo el mando de Juan de Rada entraron en el palacio de Francisco Pizarro en Lima y le dieron muerte el 26 de junio de 1541.
Tras la conquista del Perú, realizada por las tropas de Pizarro, y como consecuencia de la guerra civil, el rey Carlos I, mediante una Real cédula firmada en Barcelona el 20 de noviembre de 1542, creó el Virreinato del Perú sobre la base de los territorios de las gobernaciones de Nueva Castilla y de Nueva Toledo, poniendo fin a la existencia jurídica de ambas.
El 16 de abril de 1540 se fundó la ciudad de Villa de La Plata de la Nueva Toledo, actual Sucre, Bolivia.